# Volodymyr Boudnikov
 (juin 2023).
Si vous disposez d'ouvrages ou d'articles de référence ou si vous connaissez des sites web de qualité traitant du thème abordé ici, merci de compléter l'article en donnant les références utiles à sa vérifiabilité et en les liant à la section « Notes et références ».
 (septembre 2022).
La mise en forme du texte ne suit pas les recommandations de Wikipédia : il faut le « wikifier ».
Les points d'amélioration suivants sont les cas les plus fréquents. Le détail des points à revoir est peut-être précisé sur la page de discussion.
- Les titres sont pré-formatés par le logiciel. Ils ne sont ni en capitales, ni en gras.
- Le texte ne doit pas être écrit en capitales (les noms de famille non plus), ni en gras, ni en italique, ni en « petit »…
- Le gras n'est utilisé que pour surligner le titre de l'article dans l'introduction, une seule fois.
- L'italique est rarement utilisé : mots en langue étrangère, titres d'œuvres, noms de bateaux, etc.
- Les citations ne sont pas en italique mais en corps de texte normal. Elles sont entourées par des guillemets français : « et ».
- Les listes à puces sont à éviter, des paragraphes rédigés étant largement préférés. Les tableaux sont à réserver à la présentation de données structurées (résultats, etc.).
- Les appels de note de bas de page (petits chiffres en exposant, introduits par l'outil «  Source ») sont à placer entre la fin de phrase et le point final[comme ça].
- Les liens internes (vers d'autres articles de Wikipédia) sont à choisir avec parcimonie. Créez des liens vers des articles approfondissant le sujet. Les termes génériques sans rapport avec le sujet sont à éviter, ainsi que les répétitions de liens vers un même terme.
- Les liens externes sont à placer uniquement dans une section « Liens externes », à la fin de l'article. Ces liens sont à choisir avec parcimonie suivant les règles définies. Si un lien sert de source à l'article, son insertion dans le texte est à faire par les notes de bas de page.
- La présentation des références doit suivre les conventions bibliographiques. Il est recommandé d'utiliser les modèles {{Ouvrage}}, {{Chapitre}}, {{Article}}, {{Lien web}} et/ou {{Bibliographie}}. Le mode d'édition visuel peut mettre en forme automatiquement les références.
- Insérer une infobox (cadre d'informations à droite) n'est pas obligatoire pour parachever la mise en page.

Pour une aide détaillée, merci de consulter Aide:Wikification.
Si vous pensez que ces points ont été résolus, vous pouvez retirer ce bandeau et améliorer la mise en forme d'un autre article.
Volodymyr Boudnikov (en ukrainien : Володимир Будников) (né le 4 juin 1947 à Kiev ) est un peintre ukrainien, professeur à l'Académie des beaux-arts de Kiev, connu pour ses réalisations picturales expressives et grands formats. Depuis avril 2022, après l'invasion russe à l'Ukraine, il vit en exil artistique à Berlin.

## Biographie
Volodymyr Boudnikov naît le 4 juin 1947 à Kiev.
Il étudie à l'École des beaux-arts Taras Chevtchenko de 1962-1965, puis à l'Académie nationale des beaux-arts et de l'architecture de Kiev dans l'atelier du peintre Tatiana Iablonskaïa, jusqu'en 1971.
En 1994, Boudnikov devient membre de l'Union nationale des artistes d'Ukraine. Il reçoit en 1998 le prix Artiste de l'année et le prix Golden Intersection au IIIe du Festival d'art de Kiev.
En 1999, il devient professeur à l'Académie des Beaux-Arts et d'Architecture de Kiev.
Après l'invasion russe à l'Ukraine en février 2022, il quitte Kiev et s'installe à Lviv dans l'ouest de l'Ukraine, où il commence à créer, dans des conditions improvisées, son cycle Temps de guerre. Son travail a été exposé à la 59e Biennale de Venise la même année. Depuis le 4 avril 2022, il vit en exil à Berlin.

## Expositions (sélection)
- 1991 Volodymyr Boudnikov, Galerie Handswerbend, Vienne
- 1992 Volodymyr Boudnikov, Galerie Inselstrasse, 13, Berlin
- 1993 Volodymyr Boudnikov, Loggia Gallery, Hilton, Vienne
- Volodymyr Boudnikov - Peintures, Galerie Raïssa, Erfurt
- Volodymyr Boudnikov, Galerie Caisse d'Epargne, Toulouse
- 1994 Volodymyr Boudnikov, Galerie Intercontinentale, Berlin
- Galerie Sergui Popov, Berlin
- 1995 Volodymyr Boudnikov, Palette Gallery, Clèves
- Volodymyr Boudnikov - Peintures, Galerie Kunst-Brucke, Berlin
- Le secret de la vie, Galerie Alipiy, Kiev
- Volodymyr Budnikov, Palais Egermann, Burgenland
- 1996 L'avant-garde ukrainienne 1910–1996, Odense
- 1997 Kunst melle, Berlin
- Wia Regia-97, Erfurt
- Volodymyr Boudnikov, EEG, Berlin
- 1999 Objets, Soviart Contemporary Art Center, Kiev
- XX artistes ukrainiens. Fin de siècle, Galerie Atelier Karas, Kiev
- Triennale, CBH, Kiev
- 2000 Nouvelles directions, CBH, Kiev
- Volodymyr Budnikov - Rétrospective, Galerie L-art, Kiev
- 2001 Dessins, Galerie Lavra, Kiev
- Peinture, forme, Galerie-atelier in den Gerbgruben, Burgenland
- 2003 Première collection, CBH, Kiev
- La route sans fin, Galerie Atelier Karas, Kiev
- 2004 Adieu les armes !, Art Arsenal, Kiev
- 2005 Métamorphose du code, Galerie Lavra, Kiev
- 2006 Nouvelles œuvres, Atelier Karas Gallery, Kiev
- 2007 Dessins, CCN, Graz
- Chasse, Galerie Ya, Kiev
- Bataille, Galerie Lavra, Kiev
- 2008 Gogol-Fest, Art Arsenal, Kiev
- 2009 Paradis, Galerie Bottega, Kiev
- 2010 Paysages. Rétrospective, Musée d'art ukrainien, Kiev
- Nuages, Galerie Bottega, Kiev
- 2011 Speka (avec Vlada Ralkova), Art Arsenal, Kiev
- Garçons et filles (avec Vlada Ralko), Art Center I Gallery, Kiev
- 2012 Objets, Galerie Ya, Kiev
- 2013 Art-Kiev, Art Arsenal, Kiev
- Réflexion, Biennale, Kiev
- 2014 Refuge pour un poète (avec Vlada Ralko), ChervoneChorne Gallery, Kaniv
- TG, Musée national Taras Shevchenko, Kiev
- Ma Crimée, notre Crimée, Galerie Bettega, Kiev
- Paysage ukrainien. L'envers du désespoir, Art Arsenal, Kiev
- 2015 Refuge, Galerie ChervoneChorne, Kaniv
- 2017 École de Kiev - Biennale 2017, Kiev
- Questions pour les visibles, Musée national Taras Shevchenko, Kiev
- Le Réalisme ?, Galerie Ya, Kiev
- 2018 La liberté et son fantôme, Galerie ChervoneChorne, Kaniv
- Questions pour le visible, Semaine de l'art de Kiev, Kiev
- Nature morte ukrainienne, Institut d'art contemporain, Kiev
- 2019 Choses rares, Galerie ChervoneChorne, Kaniv
- Vol, Galerie Ya, Kiev
- 2020 Refuge pour la lumière, Galerie nationale des beaux-arts, Lviv
- Caché, Galerie Ya, Kiev
- 2021 Victoire - Triomphe - Vacances, Galerie nationale des beaux-arts, Lviv (Château de Pidhirtsi), Pidhirtsi
- Jardin selon Dieu, Centre d'art contemporain JUMP, Poltava
- Inscription, Galerie nationale des beaux-arts, Odessa
- Hava Nagila, Musée ethnographique, Melitopol
- Le temps non perdu, Zaporizhzhia.city Hub, Zaporozhye
- 2022 Piazza Ukraina, Biennale de Venise, Venise
- Maison perdue, Alte Münze, Berlin
- Painting in Excess: Kyiv's Art Revival, 1985–1993, Zimmerli Art Museum, Rutgers–New Brunswick, NJ, États-Unis
- 14 dessins pour l'Ukraine, Espace 66, Paris. Du 28 octobre au 3 novembre.
- 21 děl pro Ukrajinu, Topičův salon, Prague. Du 14 au 20 novembre.